# Eugenio Lucas Villaamil
Eugenio Lucas Villaamil – hiszpański malarz pochodzący z Madrytu, udekorowany Orderem Karola III.
Był synem również malarza Eugenia Lucasa Velazqueza i siostrzeńcem Jenaro Péreza Villaamil. Wzorował się na romantycznym malarstwie ojca, pomimo że ten zmarł, gdy Eugenio miał zaledwie 12 lat. Podobnie jak ojciec naśladował prace Goi i wykonywał ich liczne kopie. Niektóre jego dzieła były przez dłuższy czas mylone z pracami jego ojca lub błędnie przypisywane Goi.
Prowadził skromne życie w Madrycie. Jego protektorem był kolekcjoner sztuki José Lázaro Galdiano, który zlecił mu wykonanie fresków w swoim domu obecnie przekształconym w Museo Lázaro Galdiano.